# Sainte-Gemme (Tarn)
Sainte-Gemme is een gemeente in het Franse departement Tarn (regio Occitanie) en telt 709 inwoners (1999). De plaats maakt deel uit van het arrondissement Albi.

## Geografie
De oppervlakte van Sainte-Gemme bedraagt 20,3 km², de bevolkingsdichtheid is 34,9 inwoners per km².
De onderstaande kaart toont de ligging van Sainte-Gemme (Tarn) met de belangrijkste infrastructuur en aangrenzende gemeenten.

## Demografie
Onderstaande figuur toont het verloop van het inwonertal (bron: INSEE-tellingen).